# 112 هـ
112 هـ هي سنة في التقويم الهجري امتدت مقابلةً في التقويم الميلادي بين سنتي 730 و731.

## أحداث
معركة مرج أردبيل

## مواليد
- أبو الشمقمق

## وفيات
- أشرس بن عبد الله السلمي
- الجراح الحكمي
- الهيثم بن عبيد الكناني
- سعيد بن عمرو الحرشي
- سورة بن الحر الدارمي
- طلحة بن مصرف
- عبد الله البطال
- مكحول الشامي
- رجاء بن حيوة
- مكحول الهذلي
- القاسم بن عبد الرحمن الدمشقي